# 貝獣物語
『貝獣物語』（かいじゅうものがたり）は、1988年11月18日にナムコ（後のバンダイナムコエンターテインメント）から発売されたファミリーコンピュータ用ロールプレイングゲームソフト。開発はバースデイ。英題は『SHELL SAURS STORY』（シェル・サウルス・ストーリー）。
以後シリーズ化され、続編は主にハドソンから発売されている。

## 概要
作品の舞台は人間と「貝獣」という背中に貝を背負った生物が暮らす世界「シェルドラド」。主人公である火の貝の少年・リッキーと、どこかへバラバラに飛ばされた貝獣のクピクピ、ポヨン、バブの合計4人を集結させ、力をあわせて魔王ファットバジャーを倒すために冒険をする。
パッケージにはロムカセットと説明書のほか、主人公ら4人のプレイヤーキャラクターのフィギュア、ゲームの世界地図、「涙の密書」とよばれる封書が同梱された。
2020年8月20日にはNintendo Switch用ソフト『ナムコットコレクション』の追加DLCとしてファミコン版が移植配信されている。

## ゲーム内容
ここでは、本作の特筆すべきゲームシステムを挙げていく。

### キャラクターチェンジ
本作では、4人のキャラクターがそれぞれ別々の場所からスタートする。コマンド「パス」を使えば操作するキャラクターを順繰り（主人公〈リッキー〉→クピクピ→ポヨン→バブ→主人公〈リッキー〉）に替えることができるので、最初はこのコマンドを使いながら4人それぞれを成長させ、冒険を進める。ある程度遠出ができるほどにキャラクターが成長すれば、キャラクター同士を合流させ、パーティを組むことができる。一度組んだパーティを切り離すことも可能である。
パーティを組んでいると、その組み方により特殊な魔法（合体魔法）を使うことができる。

### 町の施設
町や城などには以下のような施設がある。
- 道具屋 - 本作では「道具屋」が道具・武器・防具を売っており、何を買いたいか尋ねられたときに「どうぐ」を選ぶと道具を、「ぶき」を選ぶと武器防具を買うことができる。アイテムの買い取りもしている。
- 薬屋 - 一部の町にあり、回復薬などを中心に売っている。
- その他、町によって、酒屋、ボート屋、テント屋などの店がある。
- ホテル - 料金を支払って宿泊するとVP（ヒットポイント）とMPが回復する。宿泊する際に、パーティーメンバーの誰か1人がサインをする。サインをしたキャラクターにより宿泊料金が変わることがある。
- 目覚めの部屋 - 死亡したキャラクターを復活させたり、毒に冒されたキャラクターを治療したり、セーブしたりできる。いずれも無料。

### 悪魔の罠
大陸間を結ぶ通路などには、「悪魔の罠」と呼ばれるミニゲーム的な戦闘イベントが用意されている。これは、チェスのような8×8のマス（斜め格子）の上を、主人公たちと敵キャラクターの駒が交互に移動していき（一度に全員を動かせるが、1手ごとに1マスしか移動できない）、自軍の駒と敵の駒がぶつかると戦闘になる（必ず1対1）というものである。盤上のボス敵を倒せばクリアとなる。

### 戦闘
基本的にはランダムエンカウント制であるが、本作では、フィールド上・ダンジョン内では移動中に限らず、十字キーを入れた瞬間、まだキャラクターが移動する前にその場でエンカウントが発生することがある。
戦闘システムは1ターンごとに敵・味方各キャラクターが1回ずつ行動する一般的なシステムである。本作では各ターン毎に敵が先手か味方が先手かがランダムに決定され、敵が先手の場合は敵全員が行動してから味方全員が行動し、味方が先手の場合は味方全員が行動してから敵全員が行動する。
戦闘時はまず「たたかう」か「にげる」かを選択する。「にげる」は成功するとは限らない（成功率は低い）。「たたかう」を選択した場合は続けて各メンバーの行動と攻撃相手を選択する。戦闘コマンドは「こうげき」「まほう」「どうぐ」「まもり」「とくぎ」の5種類。「こうげき」は打撃攻撃コマンド、「まほう」は覚えている魔法を使用するコマンド、「どうぐ」はアイテムを使用するコマンド、「まもり」は防御コマンドで、「とくぎ」は各キャラクターが習得している特技を使用するコマンドである。
敵キャラクターは外見がコミカルなものが多く、戦闘シーンでは、敵キャラクターのVP（バイタリティポイント。HPと同義）が減るとその敵の表情やポーズが変化し、瀕死状態であることがわかるようになっている。なお、瀕死状態では敵の攻撃力が低下する。

### 船
移動に使用できる乗り物として、「ボート」「プカシップ」の2種類の船がある。どちらもアイテム扱いであり、フィールド上の海・川・湖、街や迷宮の水路など、水域に接した場所で使うことで、その水域を移動することができる。ボートは序盤の北端・南端にある港で入手できるが、2人までしか乗れない。プカシップはゲーム後半で手に入る船で、4人で乗ることができる。

### 備考
- ゲームに同梱された「涙の密書」の中身はラストダンジョンの地図である。封筒には「隠れ島の老人に会うまでは開けてはならない」という旨の注意書きがある。プレイを進めるとある場所で老人から涙の密書を受け取り、そのときにその老人から開封するように促される。
- 「まもる」コマンドは、主人公以外は貝殻に閉じこもる状態となり、敵からのダメージが大幅に低下する。また、戦闘で敵1匹につき複数の味方キャラクターをターゲットに割り当てると、割り当てる味方キャラクターの構成が変わらない限り敵は同じ味方キャラクターに2回連続で攻撃してこない。この仕様により、全員防御させ、攻撃を受けたキャラのみ次ターンで攻撃させることを繰り返せば、どんな強敵相手でも被ダメージを大幅に抑えることができる。
- 攻略本などでは、攻撃魔法に属性（陸、空、海）があり、対応する敵の属性により与ダメージの減少があると記述されているが、実際のゲーム中には適用されていない。魔法の威力が通常攻撃と同じであるため、単体攻撃魔法は全く意味をなさない（なお敵の攻撃魔法は威力が高くなっている）。

## キャラクター

### プレイヤーキャラクター
少年 / リッキー
主人公。地球から来た少年で、火の貝を携えている。高いVPを持ち打撃攻撃を得意とする。他のキャラクターとパーティを組んでいるときパーティーメンバーに応じた合体魔法は使用可能であるが、自分自身では魔法は一切覚えない。特技としては、自分のVPを消費して敵に大きなダメージを与える「カンフー」を覚える。マップ南東端部のマイヨー城からスタートする。本シリーズにおいて唯一、貝獣仙人以外の者の力で召喚された火の貝の勇者でもある。
クピクピ
大気の貝を持つ貝獣。マップ南西端部のローラン城からスタートする。力は弱くVPは低いが、回復系魔法を中心に多くの魔法を習得していく。スタート時より特技「セーブ」が使用可能。歩いているときにいつでもセーブができる。状態の記録だけでなく、その場でゲームを終了し、次回プレイ時にその位置から再スタートもできる。
ポヨン
水の貝を持つ貝獣。マップ北西端部のバンデルベルデ城からスタートする。魔法も使えるが、攻撃力やVPが高い（ただし少年よりは低い）。レベルが高くなると、特技「ランダムワープ」を覚える。「ランダムワープ」はVP・MP等を消費することなく城や町にワープすることができるが、行先は決められずランダムである。
バブ
大地の貝を持つ貝獣。マップ北東端部のレハレッタ城からスタートする。魔法中心のキャラクターで、主に攻撃系魔法を習得する。自分のVPを大きく消費してほぼ確実に逃げ出す特技「エスケープ」を持つ。

### その他の主要キャラクター
魔女四姉妹
シェルドラド各地にある祠に住む老婆たち。コリコット・ミルミー・エベル・マージの4人。ファットバジャー打倒に不可欠なアイテムが隠された地図を持っている。各プレイヤーキャラクターのスタート地点から少し離れた場所に住んでおり、彼女たちと会うことが最初の目標となる。
後作『大貝獣物語』にも登場。
お坊さま
魔女四姉妹と同じく各地の神殿に住んでいる。最初は全員、水を所望する。宝の地図に記されたアイテムの在り処についての情報を持っている。
原住民たち
世界の3か所に存在する原住民村に住む。店舗やホテルなどは運営していないが、「サンドラット」という動物を飼育している。サンドラットはプレイヤーキャラクター1人につき1頭買うことができ、買うと持てるアイテムの個数が増える。
ゴブリン
いつも酔っ払っている怪物。中には通路の門番になっていたり、ある街では大金をもっていたりする。
ゼゼペット
パタンタに住む老人。重要アイテム・プカシップの持ち主。プカシップで航海中、モビービッグという鯨の魔物に船ごと呑まれた。
モチーフは童話『 ピノキオ』のゼペットじいさん。ただし、こちらは船を独り占めしてパーティーに提供を渋ったりと因業な人物として描かれている。キーアイテムを手に入れていれば、素直に提供してくれる。
ヨーダタおばば
灼熱の砂漠地帯にある祠に住む老婆。ある重要な場所への鍵を所持しているが、貰い受けるには2つの巻物が必須。
エスパー
浮遊城の城主。ファットバジャーを倒すアイテムの一つを所持している。
人魚
ダゴンというモンスターに拉致され、結婚を迫られていた。ファットバジャーの根城への道を案内する乗り物を所有している。
天女
とある泉に棲んでいる。あるアイテムを投げ入れると、童話『金の斧』と同様、正直に話せば重要アイテムをくれるが、嘘をつくとモンスターになって襲いかかる。
ラバン
ファットバジャーの城に拉致された鍛冶職人。愛の剣を作れる唯一の人物。後作『大貝獣物語』にも同名で愛の剣を作れる人物が登場している。
ファットバジャー
1000年の封印から解き放たれた暗黒大魔王。本作の最終ボス。自分の居城に大勢の人々を拉致している他、城内の要所に強力な魔物を配置している。シェルドラドの住人の負の心から生まれた存在ゆえ、倒すには相反する力を秘めた愛の剣が必要だと言われている。
登場時は緋色の衣を纏った魔導士のような姿だが、前座のラストドラゴンを倒すと、真の姿を現し襲い掛かる。

## 他機種版
| No. | タイトル               | 発売日        | 対応機種        | 開発元          | 発売元   | メディア                            | 型式 | 備考 |
| --- | ---------------------- | ------------- | --------------- | --------------- | -------- | ----------------------------------- | ---- | --- |
| 1   | ナムコットコレクション | 2020年8月20日 | Nintendo Switch | B.B.スタジオ M2 | バンナム | Switch専用ゲームカード ダウンロード |      | 世界地図と「涙の密書」はゲーム内の「説明書を見る」から確認できる。 ただし縮小されており、いくつかの重要な情報が読み取りづらくなっている。 |

## スタッフ
- シナリオ、デザイン：バースデイ
- キャラクター・デザイン：フロッピー野中
- 音楽：六土開正（安全地帯）
- サウンドプログラム、サウンドエフェクト：本谷浩明
- プログラム：スタジオD51
- スペシャル・サンクス：MR.LUCKY NAGASHIMA

## 評価
ゲーム誌『ファミコン通信』の「クロスレビュー」では合計30点（満40点）でシルバー殿堂入りを獲得、『ファミリーコンピュータMagazine』の読者投票による「ゲーム通信簿」での評価は以下の通りとなっており、24.66点（満30点）となっている。また、同雑誌1991年5月10日号特別付録の「ファミコンロムカセット オールカタログ」では、「レベルを上げるのが辛い等の問題はあるが、なかなか良く出来たゲームだ」と紹介されている。
| 項目 | キャラクタ | 音楽 | 操作性 | 熱中度 | お買得度 | オリジナリティ | 総合  |
| 得点 | 4.45       | 3.96 | 3.96   | 4.25   | 4.05     | 3.99           | 24.66 |

## 関連作品

### ゲームブック
『貝獣物語―シェルドラド伝説』（双葉社・ファミコン冒険ゲームブック）1988年12月刊行。 - ISBN 4575760919

### 続編作品
主にハドソンから発売されている。トレーディングカードゲーム版のみ子会社からの発売。
- 『大貝獣物語』 - 1994年12月22日（スーパーファミコン）
- 『大貝獣物語II』 - 1996年8月2日（スーパーファミコン）
- 『大貝獣物語 THE MIRACLE OF THE ZONE』 - 1997年頃から発売されていたトレーディングカードゲームシリーズ。
- 『大貝獣物語 ザ・ミラクル オブ ザ・ゾーン』 - 1998年3月5日（ゲームボーイ）※上記のカードゲームをモチーフとしたコンピュータゲーム。
- 『大貝獣物語 ザ・ミラクル オブ ザ・ゾーンII』 - 1999年3月19日（ゲームボーイ）
- 『ポヨンのダンジョンルーム』 - 1999年2月26日（ゲームボーイ）※同シリーズの脇役ポヨンを主人公としたRPG。
- 『―大貝獣物語― ポヨンのダンジョンルーム2』 - 2000年6月2日（ゲームボーイ）
- 『大貝獣物語MOBILE』 - 2006年11月27日より配信（iアプリ）※『大貝獣物語』（第1作目）の移植版。